# El Mehdi Malki
El Mehdi Malki (arabe : المهدي المالكي), né le 1er janvier 1988 à Salé, est un judoka marocain en activité évoluant dans la catégorie des plus de 100 kg.

## Palmarès
| Année | Compétition                   | Lieu       | Résultat | Catégorie         |
| ----- | ----------------------------- | ---------- | -------- | ----------------- |
| 2009  | Jeux de la Francophonie       | Beyrouth   | 3e       | Plus de 100 kg    |
| 2009  | Tournoi d'Abu Dhabi           | Abou Dabi  | 5e       | Plus de 100 kg    |
| 2010  | Championnats d'Afrique        | Yaoundé    | 5e       | Toutes catégories |
| 2010  | Tournoi de Qingdao            | Qingdao    | 5e       | Plus de 100 kg    |
| 2011  | Championnats d'Afrique        | Dakar      | 3e       | Plus de 100 kg    |
| 2011  | Jeux panarabes                | Doha       | 1er      | Plus de 100 kg    |
| 2012  | Championnats d'Afrique        | Agadir     | 1er      | Plus de 100 kg    |
| 2012  | Tournoi de Madrid             | Madrid     | 5e       | Plus de 100 kg    |
| 2012  | Jeux olympiques               | Londres    | 9e       | Plus de 100 kg    |
| 2013  | Tournoi de Samsun             | Samsun     | 7e       | Plus de 100 kg    |
| 2013  | Championnats d'Afrique        | Maputo     | 7e       | Toutes catégories |
| 2013  | Jeux méditerranéens           | Mersin     | 7e       | Plus de 100 kg    |
| 2013  | Jeux de la Francophonie       | Nice       | 1er      | Plus de 100 kg    |
| 2014  | Tournoi de Casablanca         | Casablanca | 1er      | Plus de 100 kg    |
| 2014  | Tournoi Grand Chelem de Bakou | Bakou      | 7e       | Plus de 100 kg    |
| 2014  | Championnats d'Afrique        | Port-Louis | 3e       | Toutes catégories |
| 2015  | Tournoi de Tunis              | Tunis      | 7e       | Plus de 100 kg    |
| 2015  | Tournoi de Casablanca         | Casablanca | 5e       | Plus de 100 kg    |
| 2015  | Championnats d'Afrique        | Libreville | 3e       | Plus de 100 kg    |
| 2016  | Tournoi de Tunis              | Tunis      | 3e       | Plus de 100 kg    |